# Bandvagn 308/309
Bandvagn 308/309 (Bv 308/309) även kallad  Bandvagn 206S (Bv 206S) ett bandgående midjestyrt splitterskyddat trupptransportfordon med terrängframkomlighet.

## Historik
Bandvagnen är en vidareutveckling av den obepansrade grundversionen Bandvagn 206/208. Bandvagn 308/309 utvecklades i samarbete mellan Alvis plc Hägglunds (numera BAE Systems Hägglunds) och Försvarets materielverk. Den var ursprungligen avsedd att användas inom Försvarsmakten, men har efter hand antagits av flera andra länders väpnande styrkor. Totalt har 479 vagnar beställts.
I Hägglunds sortiment heter den Bv 206S. Försvarsmaktens serienummer för dieseldrivna fordon inleds med siffran 3, varför den där benämns Bv 308. Bandvagnen är ett tvådelat midjestyrt fordon med två sammankopplade vagnar vars alla fyra band driver.

## Användningsområden
Bandvagn 308/309 har en mycket god framkomlighet i svårtillgänglig terräng. Bandvagn 308/309 är särskilt lämpad för jägar- och spaningsförband, då dessa oftast agerar i vägfattig och svårtillgänglig terräng. Den har även använts av mekaniserade skytteförband. Den låga vikten gör att den kan transporteras med en mängd olika transporthelikoptrar och flygplan. Bandvagn 308/309 har även amfibiska egenskaper.

## Versioner

### Bandvagn 308
Bandvagn 308 (Bv 308) är en splitterskyddad bandvagn. Fordonet drivs av en dieselmotor från Mercedes-Benz och har en topphastighet på ca 52 km/h.

### Bandvagn 309
Bandvagn 309 (Bv 309B) är en amfibisk version. Fordonet drivs av en sexcylindrig dieselmotor från Steyr och har en topphastighet på ca 52 km/h. Den är utrustad med CBRN-skydd och luftkonditionering och kan verka i temperaturer från -32 till +46 grader C.

## Användare
I mars 2004 kom den första ordern från svenska armén på 15+1 Bv 309A, fördelade på fyra olika roller, sju trupptransportsvagnar, fem lastväxlare och tre för sjukvårdstransport. I juni 2006 tillkom en order på 52 Bv 309B. Totalt har Sverige beställt 93 fordon. I oktober 2003 kom en order på 112 fordon från den italienska armén, vilka levererades åren 2004–2007. Ytterligare 34 beställdes i november 2003, vilket ger totalt 189 vagnar. Under 2002 kom en order på 31 fordon till den tyska armén, följt av 75 till i december 2004 och 81 i september 2005. Det totala kontraktet för den tyska armén omfattar 200 fordon. Bv206S har även använts i Kosovo av den franska armén. De beställde ett nummer i september 1999. Dessa är utrustade med ett torn och en M2 12,7 mm Browning.
- Sverige: 20+93 vagnar [1]
- Finland: 19 vagnar
- Frankrike: 44 vagnar
- Italien: 146 vagnar
- Spanien 90 vagnar
- Tyskland: 187 vagnar

## Specifikationer
| Version                  | Bv 308                   | Bv 309B                  |
| I tjänst                 | 1993–                    | 2003–                    |
| Antal                    | 20                       | 93                       |
| Besättning               | 4+8 personer             | 3+8 personer             |
| Längd                    | 6,86 m                   | 6,92 m                   |
| Bredd                    | 2,00 m                   | 2,00 m                   |
| Höjd                     | 1,97 m                   | 2,0-2,1 m                |
| Tomvikt (fram+bak)       | 5330 (3140+2190) kg      | 6310 (3860+2450) kg      |
| Lastkapacitet (fram+bak) | 1670 (460+1210) kg       | 1690 (440+1250) kg       |
| Totalvikt                | 7000 kg                  | 8000 kg                  |
| Amfibisk                 | Nej                      | Ja (4,7 km/h)            |
| Hastighet km/h           | 52 km/h                  | 52 km/h                  |
| Aktionsradie km          | 370 km                   | 300 km                   |
| Motor                    | Mercedes-Benz OM 603.950 | Steyr M16                |
| Motorkonfiguration       | Radmotor                 | Radmotor                 |
| Cylindrar                | 6                        | 6                        |
| Cylinder-volym           | 3000 cm³                 | 3200 cm³                 |
| Kylsystem                | ?                        | Laddluftkyld             |
| Turbo                    | Ja                       | Ja                       |
| Effekt                   | 100 kW/ 4600 rpm/ 136 hk | 135 kW/ 3800 rpm/ 176 hk |
| Vridmoment               | 255 Nm/2400 rpm          | 450 Nm/2050 rpm          |
| Bränsle                  | Diesel                   | Diesel/fotogen           |
| Växellåda                | Mercedes-Benz W5A-580    | Mercedes-Benz W5A-580    |
| Typ                      | Automat                  | Automat                  |
| Antal växlar             | 5-steg fram, 1 bakåt     | 5-steg fram, 1 bakåt     |
| Fördelningsväxellåda     | BAE System Hägglunds     | BAE System Hägglunds     |

## Galleri

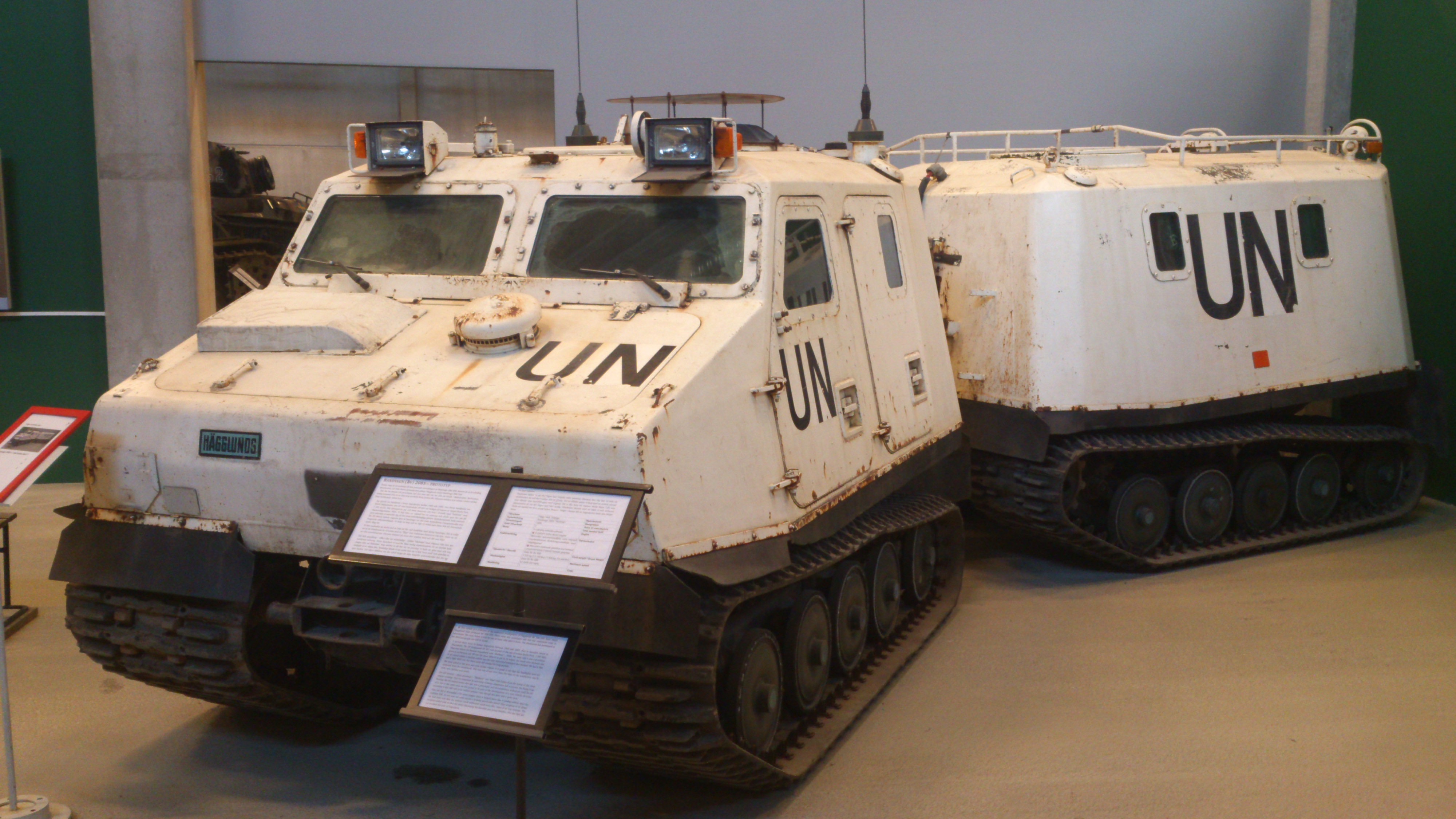
Bandvagn 206S på Försvarsfordonsmuseet Arsenalen. Vagnen är en prototyp till Bandvagn 308/309 och försedd med en 6-cylindring turbodieselmotor.
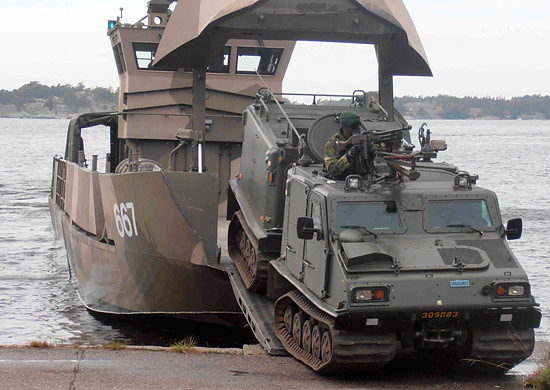
Svenska Bandvagn 309 vid amfibiekåren.
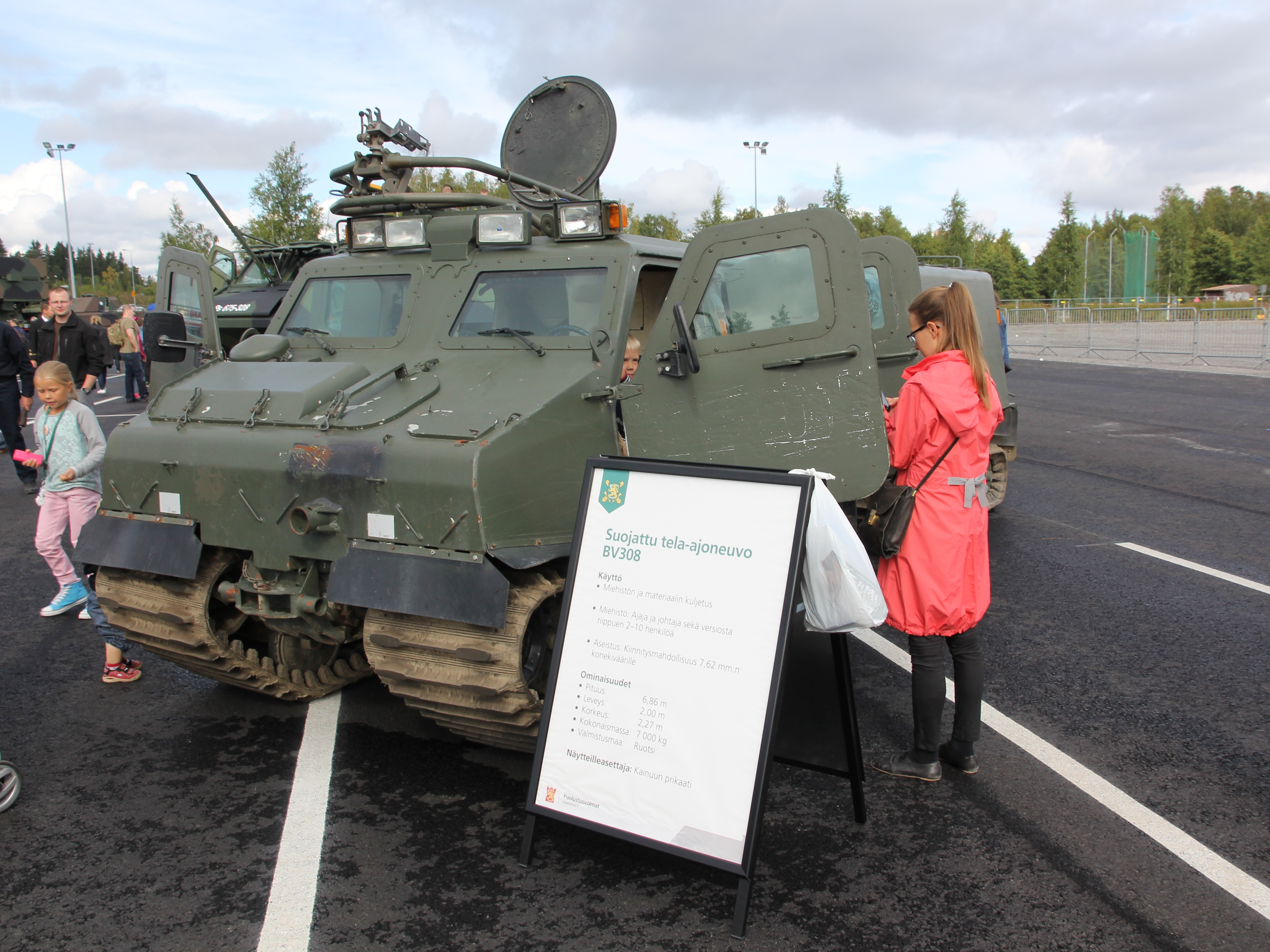
Finländsk Bv 308
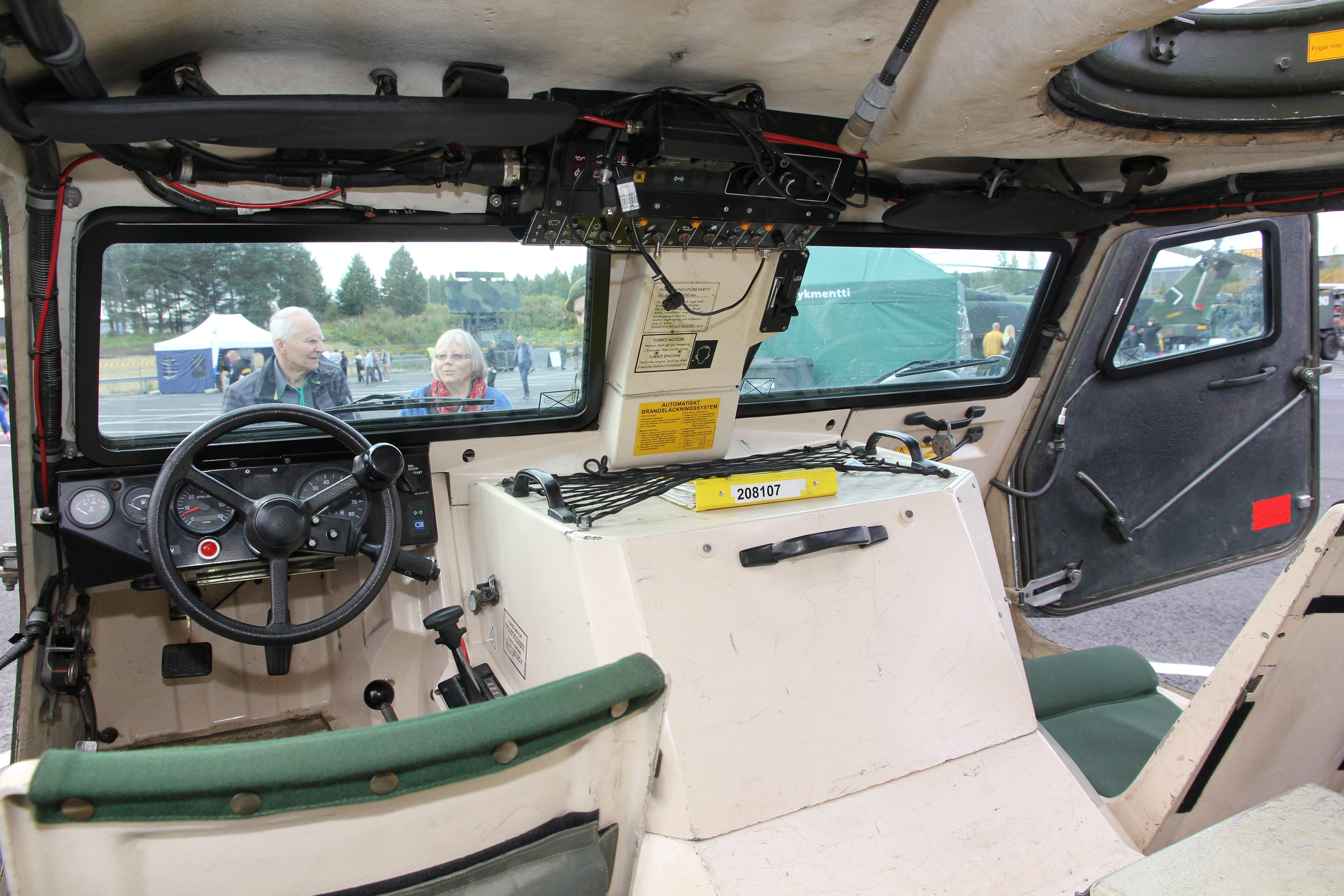
Finländsk Bv 308